# Charles Leland
Charles Godfrey Leland (né à Philadelphie, le 15 août 1824 et mort à Florence en Italie, le 20 mars 1903) est un humoriste et un folkloriste américain. Il étudie à l'université de Princeton ainsi qu'en Europe. Il travaille en journalisme, voyage beaucoup et s'intéresse au folklore et à la linguistique folklorique. Il publie des articles et des livres sur les langages et traditions folkloriques américains et européens.

## Travail
Leland travaille dans une variété de domaines. Il est aussi reconnu en tant qu'auteur, en particulier pour la comédie humoristique Hans Breitmann Ballads et pour le texte considéré comme une source primaire pour le néopaganisme, Aradia, or the Gospel of the Witches. Il a par ailleurs combattu dans deux conflits. 
Les histoires de Glouscap, un héros légendaire et une divinité du peuple amérindien de la côte nord-est d'Amérique, les Micmacs, sont mises par écrit par Silas Tertius Rand (en) et reprises par Charles Godfrey Leland au 19e siècle.

## Bibliographie partielle

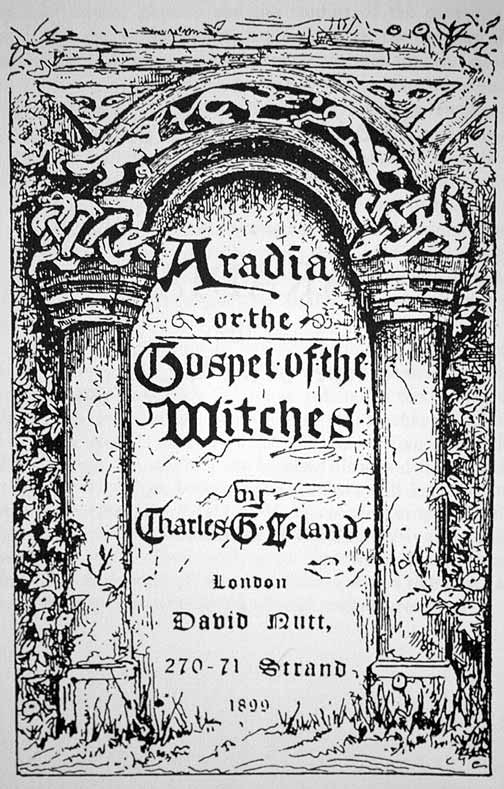
Page couverture de l'édition originale de lAradia.